# 开源证券
开源证券（新三板除牌前：832396）是一家总部位于中华人民共和国陕西省西安市的证券公司，成立于2001年。
开源证券的前身是陕西省财政厅国债服务部，1993年改制为陕西省开源证券公司，2001年经中国证监会、中华人民共和国财政部批准转制为证券经纪公司。2001年12月，陕西开源证券经纪有限责任公司正式开业。2010年7月，公司更名为开源证券有限责任公司。2015年4月30日，开源证券挂牌新三板。2018年7月，为了进入A股市场，开源证券从新三板摘牌。
截至2020年5月底，开源证券第一大股东为陕西煤业化工集团（绝对控股），第二大股东为广州雪松控股集团的子公司佛山市顺德区金盛瑞泰投资有限公司，第三大股东为陕西省财政厅全资持有的陕西财金投资管理有限责任公司，第四大股东为陕西地方电力集团公司全资子公司陕西地电股权投资有限公司。据2019年年报，开源证券97.65%的营业收入来自陕西省内。
2021年7月24日，中国证券监督管理委员会发布《2021年证券公司分类结果》，其中开源证券被评为A级，与2020年的BB级有所提升。